# グレゴリー・ホドリゲス
グレゴリー・ホドリゲス（Gregory Rodrigues、1992年2月17日 - ）は、ブラジルの男性総合格闘家。ロンドニア州ポルト・ヴェーリョ出身。アメリカ合衆国フロリダ州在住。キルクリフFC所属。元LFAミドル級王者。

## 来歴
幼少期からカポエイラ、ブラジリアン柔術を経験し、ホナウド・ジャカレイの柔術コーチであったエンリケ・マシャドからブラジリアン柔術の黒帯が授与された。その後、ブラジリアン柔術のブラジル王者に8度輝き、アブダビのプロ世界選手権でも優勝し、パンアメリカンレスリング選手権では2位となった。2014年、総合格闘技のキャリアを始めるためにリオデジャネイロへ移住し、同年にプロ総合格闘技デビュー。
2020年9月15日、Dana White's Contender Series 33でジョーダン・ウィリアムズと対戦し、スタンドパンチ連打で1RKO負けを喫し、UFCとの契約を逃した。
2021年3月19日、LFA 102のミドル級トーナメント準決勝でアル・マタバオと対戦し、右アッパーで2RKO勝ち。
2021年5月21日、LFA 108のミドル級トーナメント決勝として行われたLFAミドル級王座決定戦でジョシュ・フレムドと対戦し、右ストレートで1RKO勝ち。王座獲得に成功し、トーナメント優勝を果たした。

### UFC
2021年6月5日、UFC初参戦となったUFC Fight Night: Rozenstruik vs. Sakaiでドゥスコ・トドロビッチと対戦し、3-0の判定勝ち。
2021年10月23日、UFC Fight Night: Costa vs. Vettoriでパク・ジュンヨンと対戦し、右アッパーで2RKO勝ち。ファイト・オブ・ザ・ナイトを受賞した。
2022年2月26日、UFC Fight Night: Makhachev vs. Greenでアルメン・ペトロシアンと対戦し、1-2の判定負け。海外のMMAメディアサイトの採点では14人中10人の記者がホドリゲスの勝利を支持した。
2022年6月18日、UFC on ESPN: Kattar vs. Emmettでジュリアン・マルケスと対戦し、右ストレートで1RKO勝ち。パフォーマンス・オブ・ザ・ナイトを受賞した。
2022年9月17日、UFC Fight Night: Sandhagen vs. Songでチディ・エンジョクアニと対戦。序盤にカウンターの右膝蹴りを効かされ眉間を大きくカットするも、巻き返してパウンドで2RTKO勝ち。ファイト・オブ・ザ・ナイトを受賞した。
2024年7月27日、UFC 304でクリスチャン・リロイ・ダンカンと対戦し、3-0の判定勝ち。
2025年2月15日、UFC Fight Night: Cannonier vs. Rodriguesでミドル級ランキング7位のジャレッド・キャノニアと対戦し、1Rに2度ダウンを奪うも、4Rにスタンドパンチ連打でTKO負け。敗れはしたものの、ファイト・オブ・ザ・ナイトを受賞した。

## 戦績

### 総合格闘技
| 総合格闘技 戦績 | 総合格闘技 戦績 | 総合格闘技 戦績 | 総合格闘技 戦績 | 総合格闘技 戦績 | 総合格闘技 戦績 | 総合格闘技 戦績 |
| --------------- | --------------- | --------------- | --------------- | --------------- | --------------- | --------------- |
| 23 試合         | (T)KO           | 一本            | 判定            | その他          | 引き分け        | 無効試合        |
| 17 勝           | 11              | 3               | 3               | 0               | 0               | 0               |
| 6 敗            | 4               | 0               | 2               | 0               | 0               | 0               |

| 勝敗 | 対戦相手                       | 試合結果                             | 大会名                                                                             | 開催年月日     |
| ○    | ジャック・ハーマンソン         | 1R 4:21 KO（左フック）               | UFC 317: Topuria vs. Oliveira                                                      | 2025年6月28日  |
| ×    | ジャレッド・キャノニア         | 4R 0:21 TKO（スタンドパンチ連打）    | UFC Fight Night: Cannonier vs. Rodrigues                                           | 2025年2月15日  |
| ○    | クリスチャン・リロイ・ダンカン | 5分3R終了 判定3-0                    | UFC 304: Edwards vs. Muhammad                                                      | 2024年7月29日  |
| ○    | ブラッド・タヴァレス           | 3R 0:55 TKO（スタンドパンチ連打）    | UFC Fight Night: Hermansson vs. Pyfer                                              | 2024年2月10日  |
| ○    | デニス・トゥルーリン           | 1R 1:43 KO（グラウンドの肘打ち）     | UFC 292: Sterling vs. O'Malley                                                     | 2023年8月19日  |
| ×    | ブルーノ・フェヘイラ           | 1R 4:13 KO（左ストレート）           | UFC 283: Teixeira vs. Hill                                                         | 2023年1月21日  |
| ○    | チディ・エンジョクアニ         | 2R 1:27 TKO（パウンド）              | UFC Fight Night: Sandhagen vs. Song                                                | 2022年9月17日  |
| ○    | ジュリアン・マルケス           | 1R 3:18 KO（右ストレート）           | UFC on ESPN 37: Kattar vs. Emmett                                                  | 2022年6月18日  |
| ×    | アルメン・ペトロシアン         | 5分3R終了 判定1-2                    | UFC Fight Night: Makhachev vs. Green                                               | 2022年2月26日  |
| ○    | パク・ジュンヨン               | 2R 3:13 KO（右アッパー）             | UFC Fight Night: Costa vs. Vettori                                                 | 2021年10月23日 |
| ○    | ドゥスコ・トドロビッチ         | 5分3R終了 判定3-0                    | UFC Fight Night: Rozenstruik vs. Sakai                                             | 2021年6月5日   |
| ○    | ジョシュ・フレムド             | 1R 2:20 KO（右ストレート）           | LFA 108: Fremd vs. Rodrigues 【LFAミドル級王座決定戦/LFAミドル級トーナメント決勝】 | 2021年5月21日  |
| ○    | アル・マタバオ                 | 2R 1:02 KO（右アッパー）             | LFA 102: Souza vs. Johns 【LFAミドル級トーナメント準決勝】                         | 2021年3月19日  |
| ×    | ジョーダン・ウィリアムズ       | 1R 2:19 KO（スタンドパンチ連打）     | Dana White's Contender Series 33                                                   | 2020年9月15日  |
| ○    | ブランドン・ヘスター           | 1R 3:03 KO（ボディへの右膝蹴り）     | SMASH Global 9 【SGミドル級タイトルマッチ】                                        | 2019年12月19日 |
| ○    | タナー・サラセノ               | 5分3R終了 判定3-0                    | LFA 71: Jackson vs. Souza                                                          | 2019年7月12日  |
| ○    | エジウベルト・ジ・オリベイラ   | 1R 4:59 腕ひしぎ十字固め             | Jaguar Combat 1                                                                    | 2018年3月16日  |
| ○    | ウマル・ガイスモフ             | 1R 2:43 TKO（右ストレート→パウンド） | ACB 73: Silva vs. Makoev                                                           | 2017年10月21日 |
| ○    | ロバート・リード               | 2R 1:12 TKO（パウンド）              | Island Fights 39                                                                   | 2016年11月18日 |
| ○    | マルコ・アウレリオ             | 2R 0:54 ヒールフック                 | Face to Face 13                                                                    | 2016年3月12日  |
| ×    | ヘナート・ハンジェル           | 5分3R終了 判定1-2                    | Face to Face 11                                                                    | 2015年4月24日  |
| ○    | ダグラス・カルバーリョ         | 1R 2:09 腕ひしぎ十字固め             | Face to Face 9                                                                     | 2014年12月19日 |
| ×    | ブルーノ・ロペス               | 1R 1:05 TKO（右ストレート→パウンド） | Jungle Fight 73                                                                    | 2014年9月6日   |

## 獲得タイトル
- 第6代LFAミドル級王座（2021年）
- SGミドル級王座（2019年）

## 表彰
- UFC パフォーマンス・オブ・ザ・ナイト（2回）
- UFC ファイト・オブ・ザ・ナイト（3回）